# Staatswissenschaften
Staatswissenschaften ist die traditionelle Bezeichnung für ein interdisziplinäres Konzept der Wissenschaftsdisziplinen, die sich mit dem Wesen und der Organisation des Staates befassen.
Aus heutiger Sicht sind dies:
- die Verwaltungswissenschaft;
- die Rechtswissenschaft;
- die Wirtschaftswissenschaft, vor allem die Volkswirtschaftslehre und Öffentliche Betriebswirtschaftslehre;
- die Politikwissenschaft;
- die Geschichtswissenschaft;
- und die Soziologie.

Moderne Konzeptionen der Staatswissenschaften umfassen dabei weite Teile der oben genannten Disziplinen, um komplexen Fragestellungen im Spannungsfeld von Gesellschaft, Recht und Wirtschaft begegnen zu können. Daher werden auch für die Privatwirtschaft und den Non-Profit-Sektor relevante Teile der Disziplinen (z. B. ausgewählte Teile des Privatrechts und der Betriebswirtschaftslehre) in diese Konzeptionen integriert.

## Historische Entwicklung
Nach der Differenzierung und Professionalisierung der Rechtswissenschaft und Volkswirtschaftslehre um 1850 entwickelte sich der Ausdruck Staatswissenschaft zum Überbegriff für die Nationalökonomie. Ein weiterer historischer Einfluss ist die Kameralwissenschaft. Vor den Universitätsreformen der 1960er und 1970er Jahre waren Rechts- und Wirtschaftswissenschaft daher häufig in einer „Rechts- und Staatswissenschaftliche Fakultät“ zusammengefasst. Vom Selbstverständnis vieler Wirtschaftswissenschaftler ist der Ausdruck Staatswissenschaft zumeist eine rein historische Reminiszenz.

## Aktuelle Situation
Mit der zunehmenden Komplexität verschiedener Fragestellungen begann man, sich auf die Vorteile interdisziplinärer Ansätze zurückzubesinnen. Gerade in einer komplexer werdenden Wissensgesellschaft wird der Schnittstellenkompetenz in den Bereichen Wirtschaft, Recht und Gesellschaft wieder mehr Bedeutung beigemessen. So können seit einigen Jahren Staatswissenschaften wieder an verschiedenen Universitäten im deutschsprachigen Raum studiert werden. Die Universität Erfurt hat als erste Universität wieder eine Staatswissenschaftliche Fakultät gegründet, in welcher Soziologen, Wirtschafts-, Rechts- und Politikwissenschaftler interdisziplinär forschen und lehren.
Der ursprünglich im angelsächsischen Bereich verbreitete, interdisziplinäre Studiengang Philosophy, Politics and Economics bedient sich eines ähnlichen Konzepts.

## Staatswissenschaften als universitäres Studienfach

### Studienmöglichkeiten
Die Universität der Bundeswehr München bot ab 1988 einen Diplomstudiengang an, der im Herbsttrimester 2007 in einen Bachelor/-Masterstudiengang umstrukturiert wurde. Bachelorstudiengänge der Staatswissenschaften werden zudem an der Universität Erfurt und der Universität Passau angeboten. Masterstudiengänge in diesem Bereich können unter anderem an der Universität in Erfurt, der Universität Potsdam, in Passau sowie in Lüneburg absolviert werden, wobei sich all diese Angebote in ihrem inhaltlichen Zuschnitt etwas unterscheiden. Beispielsweise ist die Geschichtswissenschaft ein Teil des Studiums an der Universität Passau, an der Universität Erfurt jedoch nicht. An der deutschsprachigen Andrássy Universität in Budapest kann ein Master of Laws in Vergleichender Staats- und Rechtswissenschaft erworben werden.
In der Schweiz gibt es entsprechende Lehrgänge an der Universität Genf und der Universität St. Gallen. An der ETH Zürich absolvieren angehende Berufsoffiziere der Schweizer Armee den Bachelorstudiengang Staatswissenschaften.
Das Studium an der Sciences Po Paris ist ebenfalls mit dem Konzept der Staatswissenschaften vereinbar. Ein entsprechendes interdisziplinäres Grundstudium kann seit 2002 zudem auf dem Deutsch-Französischen Campus in Nancy in Französisch, Englisch und Deutsch absolviert werden.

### Karrierechancen von Absolventen staatswissenschaftlicher Studiengänge
Absolventen staatswissenschaftlicher Studiengänge arbeiten in einer Vielzahl von Berufsfeldern in Fach- und Führungspositionen. Obwohl der Name eine Tätigkeit im staatlichen oder zumindest staatsnahen Arbeitsmarkt nahelegt, ist ein beträchtlicher Anteil der Absolventen auch in der Privatwirtschaft und im Non-Profit-Sektor tätig. Da Staatswissenschaftler über eine multidisziplinäre und eher generalistisch orientierte Ausbildung verfügen, steht ihnen ein breites Feld möglicher beruflicher Perspektiven offen. Staatswissenschaftler zeichnet neben den umfassenden eigentlichen Fachkenntnissen vor allem das hohe Maß an Methoden- und Problemlösungskompetenz aus, welches ein wichtiger Bestandteil ihrer Ausbildung ist.
Häufig vertretene Arbeitsfelder sind vor allem:
UnternehmenVor allem international operierende Banken, Versicherungen und andere international operierende Unternehmen fragen Absolventen der Staatswissenschaften nach, da es hier gilt, höchst komplexe Fragestellungen aus verschiedenen Perspektiven zu betrachten. Mit ihrer interdisziplinären Ausbildung, ihren Schnittstellen- und Methodenkompetenzen sind Staatswissenschaftler hier besonders attraktiv. Daher arbeitet ungefähr die Hälfte der Absolventen in diesem Bereich.
Öffentliche Verwaltung, Diplomatie und internationale OrganisationenAufgrund ihres umfassenden Fachwissens, ihrer eher generalistischen Ausbildung und ihres besonderen Verständnisses von Fragestellungen im gesellschaftlichen, wirtschaftlichen und politischen Bereich, sind Staatswissenschaftler für dieses Arbeitsfeld prädestiniert.
Beratungsunternehmen, Non-Profit-Sektor und WissenschaftAuch die Unternehmens-, die Verwaltungs- und die Politikberatung sind wichtige Arbeitgeber für Staatswissenschaftler. Ein besonderes Arbeitsfeld ist dabei der Bereich „Governmental Relations“, in dem es um die Beziehung von wirtschaftlichen oder gesellschaftlichen Organisationen zum Staat geht.
Weitere häufig vertretene Arbeitsfelder sind der Non-Profit-Sektor sowie die Arbeit in Denkfabriken und der wissenschaftlichen Forschung.